# Aulonocnemis electrina
Aulonocnemis electrina är en skalbaggsart som beskrevs av Yves Cambefort 1987. Aulonocnemis electrina ingår i släktet Aulonocnemis och familjen Aulonocnemidae. Inga underarter finns listade.